# Audry Renaer
Audry Renaer (25 maart 1983) is een Belgisch hockeyer.

## Levensloop
Renaer was quasi zijn ganse carrière actief bij KHC Leuven, waarvan hij een tijdlang kapitein was. Na een seizoen bij de derde ploeg, maakte hij in 2017 zijn rentree op het hoogste niveau. In 2019 - op 36-jarige leeftijd - besloot hij de overstap naar La Rasante te maken.
Daarnaast was hij actief bij het Belgisch hockeyteam. Met de nationale equipe nam hij onder meer deel aan het Europees kampioenschap van 2009 in Amsterdam.
Zijn broer Thierry is ook actief in het hockey.